# Calamophis katesandersae
Espèce
Calamophis katesandersae est une espèce de serpents de la famille des Homalopsidae.

## Répartition
Cette espèce est endémique de Nouvelle-Guinée occidentale en Indonésie. Elle se rencontre à Andai.

## Étymologie
Cette espèce est nommée en l'honneur de Kate Laura Sanders.

## Publication originale
- Murphy, 2012 : Synonymised and forgotten, the bird’s head stout-tailed snakes, Calamophis Meyer (Squamata: Serpentes: Homalopsidae). The Raffles Bulletin of Zoology, vol. 60, no 2, p. 515-523 (texte intégral).